# جلال عامر
جلال عامر (25 سبتمبر 1952 - 12 فبراير 2012) كاتب و صحفي مصري تخرج في الكلية الحربية وشارك في ثلاث حروب مصرية وكان أحد ضباط حرب أكتوبر، يُعد أحد أهم الكُتاب الساخرين في مصر والعالم العربي، توفي يوم 12 فبراير سنة 2012 أثر أزمة قلبية أثناء مشاركته في مظاهرة مناهضة للنظام، قامت محافظة الإسكندرية بتكريمه بإطلاق اسمه على شارع بمنطقة «بحري» بحي الجمرك مسقط رأسه.

## كتاباته
درس جلال عامر القانون في كلية الحقوق والفلسفة في كلية الآداب، وكان يكتب في مجالي القصة القصيرة والشعر وله أعمال منشوره، كانت بداياته كاتباً صحفياً في جريده القاهرة الصادرة عن وزارة الثقافة المصرية (والتي يرأس تحريرها الأستاذ صلاح عيسى)، وكان يشرف على صفحة «مراسيل ومكاتيب للقراء». وقبل وفاته كانت تنشر مقالاته في عدة صحف، وله عمود يومي تحت عنوان «تخاريف» في جريدة المصري اليوم يتابعه يومياً مئات الآلاف في مصر والوطن العربي من خلال الجريدة ومواقع إلكترونية عديدة تتداول العمود. له مئات الآلاف من المعجبين على مواقع التواصل الاجتماعي (مثل فيسبوك وتويتر). كما كان يكتب في جريدة الأهالي الصادرة عن حزب التجمع.
ابتدع جلال عامر مدرسة جديدة في فن الكتابة الساخرة تعتمد على التداعي الحر للأفكار والتكثيف الشديد وطرح عدداً كبيراً من الأفكار في المقال الواحد وربطها معاً بشكل غير قابل للتفكيك بحيث تصير المقالة وحدة واحدة شديدة التماسك على الرغم من احتواءها على أفكار منفصلة عن بعضها، كما يتميز أسلوبه باحتواءه على الكثير من التوريات الرائعة التي تشد انتباه القارئ حتى نهاية المقال كما أنها تفتح مداركه على حقائق ربما غابت عنه.

## أعماله المنشورة
له في الأسواق كتاب «مصر على كف عفريت» وهو صادر عام 2009 وصدرت منه طبعات عديدة وهو كتاب ساخر صدر عن «دار العين». الكتاب - كما يقول المؤلف - هو محاولة لبحث حالة وطن كان يملك غطاء ذهب فأصبح من دون غطاء بلاعة. لماذا وكيف؟ فقد بدأت مصر «بحفظ الموتى، وانتهت بحفظ الأناشيد، لأن كل مسؤول يتولى منصبه يقسم بأنّه سوف يسهر على راحة الشعب، من دون أن يحدد أين سيسهر وللساعة كام؟ في مصر لا يمشي الحاكم بأمر الدستور، بل بأمر الدكتور، ولم يعد أحد في مصر يستحق أن نحمله على أكتافنا إلا أنبوبة البوتاغاز، فهل مصر في يد أمينة أم في إصبع أميركا أم على كف عفريت»؟، صفحات الكتاب محاولة للإجابة عن هذا السؤال الذي يفجر الضحكات على واقعنا المر، نكتشف في الكتاب أنّ المؤلف كان ضابطاً في الجيش، خاض ثلاث حروب ضد إسرائيل. لكنّه يخوض الآن «حرب الثلاث وجبات». إذ يخرج المواطن لشراء الخبز وقد يعود أو لا يعود بعد معركة «الطوابير». ثقافة المؤلف واضحة طوال صفحات الكتاب، عبر الإشارة إلى أفلام عالمية وروايات يقارن بينها وبين أوضاعنا. فيقول: إذا كان كازنتزاكيس كتب روايته المسيح يصلب من جديد، فإن مصر تكتب روايتها المصري يغرق من جديد (في إشارة إلى حادث غرق 1030 مصرياً في البحر الأحمر في مركب أحد رجال الأعمال "عبارة السلام") ويكتب جلال عامر أيضاً عن زيارة حسني مبارك إلى قبري جمال عبد الناصر وأنور السادات. وهي الزيارة السنوية التي يحرص عليها، متخيلاً ما الذي يمكن أن يقوله أمام قبر كل منهما. هكذا، سيقول أمام قبر عبد الناصر: «طبعاً إنتَ عارف أنا لا عايز أزورك ولا أشوفك بس هي تحكمات السياسة اللعينة. حد يا راجل يعادي أمريكا؟ ويحارب المستثمرين. على العموم ارتاح. أنا بعت كل المصانع إلى أنت عملتها، والعمال اللي أنت مصدعنا بيهم أهم متلقحين على القهاوي......». وأمام قبر السادات، سيقرأ الفاتحة ثم يمسح وجهه وينصرف. هذه الحكاية تلخّص فعلاً ما أصاب مصر من تحولات، وتجيب عن سؤال: كيف تحولت من «أم البلاد» إلى «أم الفساد»؟ وحالياً يتم تحضير كتاب يضم بعض أعمال الراحل جلال عامر بعنوان «قصر الكلام».

## الحياة العائلية
جلال عامر متزوج وله أربعة أبناء: رامي ورانيا وريهام وراجي.

## وفاته
توفي جلال عامر فجر يوم 12 فبراير 2012م إثر إصابته بأزمة قلبية أثناء مشاركته في مسيرة مناهضه للنظام في رأس التين، عندما شاهد مجموعة من البلطجية يهاجمون المتظاهرين، فسقط وهو يردد عبارة «المصريين بيموتوا بعض» وفق مصادر إعلامية.